# Avenida Cidade Jardim
A Avenida Cidade Jardim é uma avenida da cidade de São Paulo, têm início no final da Avenida Europa com a Rua Rússia e termina na Ponte Cidade Jardim, dando acesso à Avenida Brigadeiro Faria Lima, Avenida 9 de Julho e a Avenida das Nações Unidas (Marginal Pinheiros). O Túnel Max Feffer inicia-se no cruzamento entre as Avenidas Cidade Jardim e Nove de Julho.
A via, antigamente, possuía essa denominação até a Avenida das Magnólias, seguindo em linha reta por meio de uma ponte estreita que passava sobre o Rio Pinheiros, tendo deixado de ter esse trajeto após a retificação do rio pela Light and Power. Com isso, sua continuação passou a se chamar Tajurás e terminar na confluência das ruas Oscar Americano, Lineu de Paula Machado e São Valério, e somente o trecho a leste da avenida mantendo o nome Cidade Jardim, enquanto o trecho que seguia reto pela ponte derrubada permanceceu abandonado e sobre parte dele, posteriormente, foi construída tanto a avenida Marginal como a entrada do túnel da Avenida Juscelino Kubitschek.